# Зима Василь Олександрович
Василь Олександрович Зима (нар. 16 грудня 1977, м. Миколаїв, Україна) — український журналіст, поет, прозаїк. Син Олександра Зими. Член Національної спілки письменників України (2003).

## Життєпис

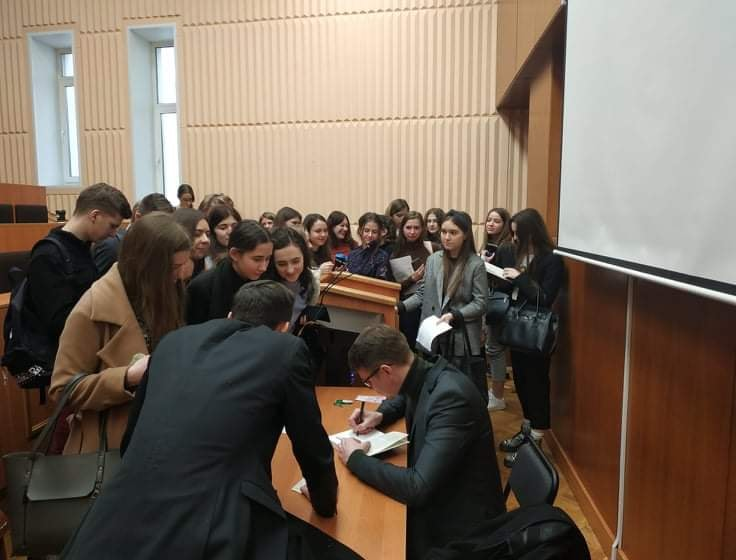
Василь Зима роздає автографи

Василь Зима народився 16 грудня 1977 року в Миколаєві.
Закінчив гімназію імені Лесі Українки (1995), Київський університет (2000, магістр, нині національний). Працює на телебаченні.

## Нагороди та відзнаки
- Міжнародна літературна премія імені Миколи Гоголя «Тріумф» (2020)[1],
- лауреат літературного конкурсу «Гранослов»[2],
- Міжнародна премія імені Олеся Гончара (2003).

## Доробок
Автор книг:
• «Війна і ми» (2023),
- «Сільська любов та інші жахіття» (2018)[2],
- «Кровь желто-синего цвета...» (2014)[3],
- «На небо, в Ниццу» (2012)[4],
- «Ukrainian Dream. Последний заговор» (2010)[5],
- «Етюди сонячних країн» (1998),
- «Гра в піжмурки» (2003).